# Ловушка (фильм, 1990)
Ловушка (азерб. Tələ) — советский криминальный фильм с элементами приключений и триллера 1990 года производства киностудии Азербайджанфильм.

## Сюжет
В фильме описываются подлинные события в Нагорном Карабахе. В Баку был построен посёлок для беженцев из Нагорного Карабаха. Два молодых человека Турал и Гюнель любят друг друга. Однажды ночью армянские бандиты нападают на бакинский посёлок и совершают теракт, в результате которого погибают несколько беженцев.

## Создатели фильма

### В ролях
Вугар Мадатов — Турал
Тамила Гулиева — Гюнель
Гасан Мамедов — Сафаров
Мухтар Маниев — Миришли
Сугра Багирзаде — Фатима
Расим Балаев — Зия Гасимович
Таниля Ахмерова — Рубаба Бабаева
Эльхан Гулиев — дядя Хасан
Шамси Шамисзаде — Хасан Мамедович
Лейла Бадирбейли — бабушка Гюнели
Наджиба Гусейнова — мать Гюнели
Фирдовси Атакишиев — Закир
Л. Абдуллаева — Самира
Константин Артёмов — Зимин
Энвер Гасанов — моторист автомобилей ВАЗ
З. Абдуллаев
Д. Абдуллаева
Т. Аллахвердиева
С. Асланбекова
Хайям Аслан
Наджиба Бейбутова
В. Джаббарзаде
Откем Искандеров
Д. Гулиев
К. Магаррамова
Джумрах Рагимов
Н. Рустамов
Земфира Садыкова
Алигулу Самедов
Шамиль Сулейманов
Нефтун Тагиев
Вахид Алиев

### Административная группа
автор сценария: Надежда Исмаилова
режиссёр-постановщик: Расим Исмаилов
оператор-постановщик: Ровшан Гулиев
художник-постановщик: Хадис Гаджиев
композитор: Рухангиз Гасымова
звукооператор: Асад Асадов
режиссёр: Анвар Гасанов
оператор: Сарвар Рашидоглу
монтажёр: Тахира Бабаева
художник-гримёр: Берта Рогова
осветитель на съёмках: Абдулнасир Кутиев
ассистенты режиссёра: Алигулу Самадов, Рафиг Оруджов
ассистент оператора: Е. Топчубашиев
ассистент художника: Адалат Оруджов
ассистенты монтажёра: С. Алиева, Хураман Акперова
пиротехник : Алибаба Мамедов
постановщики трюков : А. Малишев, В. Деркач
каскадёры: Д. Тарасенко, В. Жуков
оркестр: Азербайджанский симфонический оркестр телевидения, радио и эстрады
дирижёр: Рафик Бабаев
музыкальные редакторы: Рауф Алиев (в титрах — Р. Алиев)
консультант: З. Гарафов (hüquq elmləri namizədi)
администраторы: Н. Яровая, Откам Искандеров, Намхуда Усубалиев
директор фильма: Инесса Сафронова
исполнительный продюсер: Вагиф Асадуллаев (titrlərdə yoxdur)